# Miltonia rosina
Miltonia rosina är en orkidéart som beskrevs av João Barbosa Rodrigues. Miltonia rosina ingår i släktet Miltonia och familjen orkidéer. Inga underarter finns listade i Catalogue of Life.

## Bildgalleri

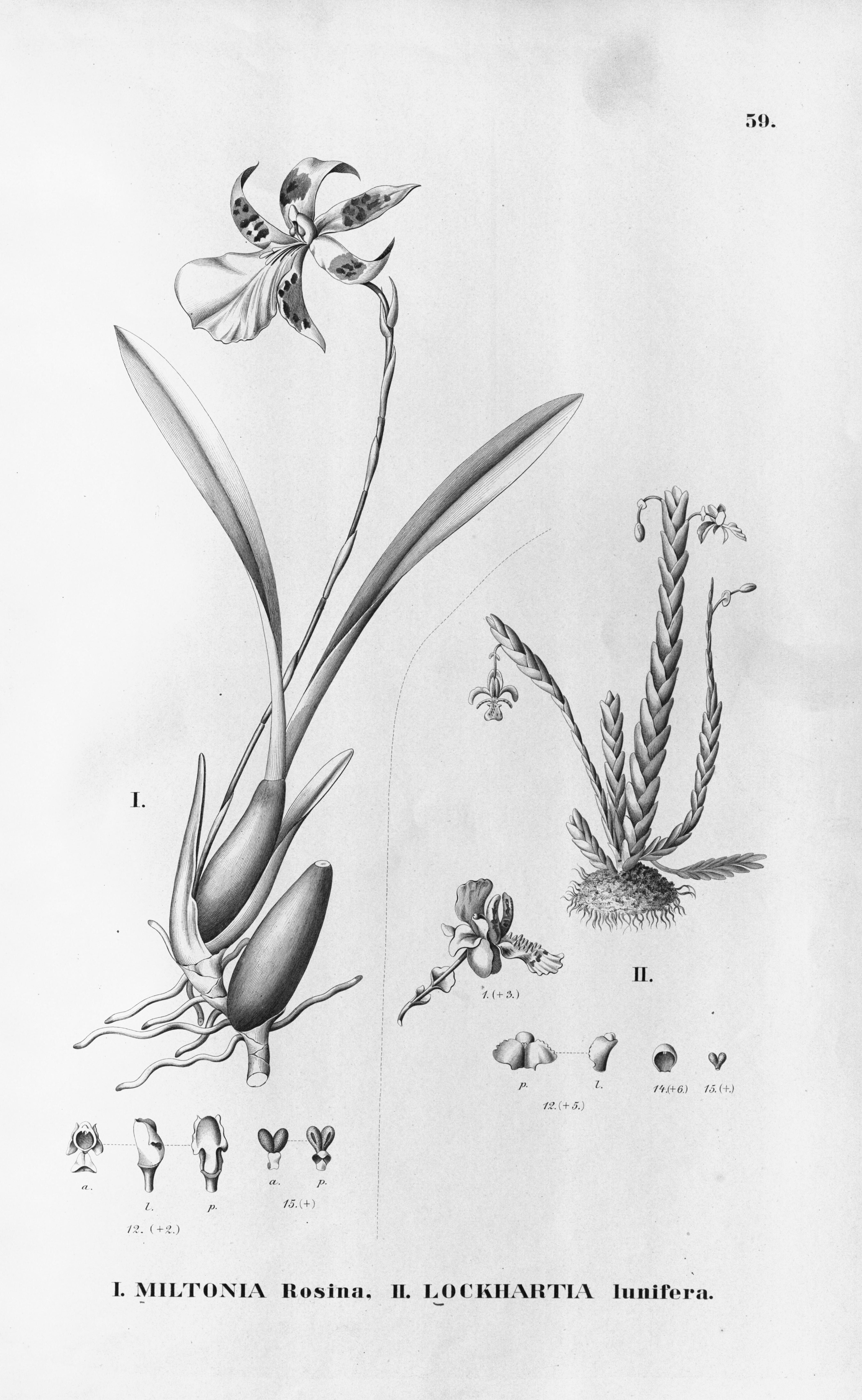